# Ильющенков, Александр Андреевич
Алекса́ндр Андре́евич Ильющенко́в (укр. Олександр Андрійович Ільющенков; род. 23 марта 1990, Тернополь) — украинский футболист, вратарь львовских «Карпат».

## Биография
Воспитанник «СДЮШОР (Тернополь)». Первые тренеры — Андрей Яблонский и Богдан Бучинский.
В чемпионате Украины дебютировал за «Ниву» (Тернополь) в конце сезона 2008/09 — 7 июня 2009 года в домашней игре против «Вереса» (Ровно). В январе 2010 года был на просмотре в «Гелиосе», но не подошёл команде и вскоре подписал контракт с перволиговым «Энергетиком» (Бурштын).
Летом 2011 года перешёл в львовские «Карпаты», однако первые два сезона играл исключительно за молодёжную команду. Летом 2013 года Мартин Богатинов был исключён из состава первой команды, и новый наставник Александр Севидов решил сделать основным вратарём клуба молодого воспитанника Романа Пидкивку, а Ильющенков стал его дублёром. В августе 2013 года Пидкивка получил серьёзную травму и выбыл до конца года, а Ильющенков стал основным вратарём. В Премьер-лиге дебютировал 31 августа 2013 года в матче против «Севастополя», в котором сыграл целый матч и пропустил один гол. В январе 2015 года по обоюдному согласию с клубом расторг контракт Львов.
В феврале 2015 года подписал контракт с молдавским клубом «Тирасполь», за который в итоге сыграл только в матче полуфинала Кубка Молдавии, после чего выбыл из-за травмы до конца сезона, по завершении которого покинул команду в статусе свободного агента ввиду расформирования клуба.
17 февраля 2016 стал игроком харьковского «Металлиста». После выступал за «Сиони» и «Верес». В августе 2017 года подписал годичный контракт с украинским «Рухом». В октябре 2020 года Ильющенков покинул клуб в статусе свободного агента.
23 января 2021 года подписал контракт с клубом «Львов». 11 апреля 2021 года дебютировал в составе «Львова» в рамках Украинской Премьер-Лиги в выездном матче 21-го тура против «Ворсклы» (1:2), пропустив два гола.

## Сборная
29 февраля 2012 года провёл единственную игру за молодёжную сборную Украины, отыграв полный матч против ровесников из Израиля, который завершился разгромом украинцев со счётом 0:4.

## Достижения
«Карпаты» (Львов)
- Серебряный призёр Первой лиги Украины: 2023/24